# Arden-Arcade
Arden-Arcade – miejscowość spisowa (obszar niemunicypalny)  w hrabstwie Sacramento, w północnej części stanu Kalifornia, w Stanach Zjednoczonych, położona na północnym brzegu rzeki American, w aglomeracji Sacramento. 
W 2010 roku miejscowość liczyła 92 186 mieszkańców.